# Clavactinia
Clavactinia is een geslacht van neteldieren uit de  familie van de Hydractiniidae.

## Soorten
- Clavactinia gallensis Thornely, 1904
- Clavactinia rubricata (Schuchert, 1996)
- Clavactinia serrata (Kramp, 1943)